# María Nieves Tapia
María Nieves Tapia de Basílico (1957) es una educadora argentina, conocida por su obra de difusión de la pedagogía del aprendizaje-servicio o aprendizaje-servicio solidario.
Tapia ha contribuido a la difusión del aprendizaje-servicio primero en Argentina, luego en América Latina, y también en Europa occidental -especialmente en España  e Italia -, Europa Central y Oriental  y en otras partes del mundo. Entre 1997 y 2010 Tapia inició y coordinó los programas de aprendizaje-servicio del Ministerio de Educación de Argentina, y en 2002 fundó con un grupo de colegas CLAYSS, Centro Latinoamericano de Aprendizaje y Servicio Solidario, del que actualmente es Directora.

## Trayectoria
Graduada en Historia (Instituto Superior del Profesorado Dr. Joaquín V. González, 1979), y especializada en Historia de Roma (1992), entre 1982 y 2000 fue docente en la Universidad de Buenos Aires, la Universidad Católica Argentina y FLACSO, así como en instituciones terciarias y secundarias. A partir del año 2000 reorientó su actividad académica y docente exclusivamente a la pedagogía del aprendizaje-servicio. Actualmente dirige el Diplomado virtual sobre aprendizaje-servicio solidario de CLAYSS, Ia OEI  y la Universidad Nacional Scalabrini Ortiz .
Desde los 12 años comenzó a participar en la rama juvenil del Movimiento de los Focolares, organización ecuménica e interreligiosa fundado por Chiara Lubich. Entre 1980 y 1981 vivió en a Mariápolis Lia, una comunidad en ese momento compuesta mayoritariamente por jóvenes latinoamericanos del movimiento en etapa de formación. Desde 1979 hasta 1987 formó parte de la Comisión Nacional para la Pastoral de Juventud de la Conferencia Episcopal Argentina, contribuyendo a la organización, entre otras actividades, de la campaña en favor de la paz con Chile durante el conflicto del Beagle (1978-1984), de la visita de Juan Pablo II a Argentina durante la Guerra de las Malvinas, el Encuentro Nacional de Juventud 1985 en Córdoba, y de la Jornada Mundial de la Juventud 1987 en Buenos Aires. Estas experiencias contribuyeron a su interés por el impacto formativo de la participación social en los jóvenes.
En 1993, siendo consultora del Instituto Nacional de la Juventud de Argentina, fue invitada por el National Service Secretariat  a visitar organizaciones dedicadas al servicio juvenil en los Estados Unidos. Durante ese programa tomó por primera vez contacto con la pedagogía del aprendizaje-servicio en la Universidad de Nueva York, a través de las especialistas Joan Schine y Alice Halstead. En 1997, como consultora del Ministerio de Educación argentino, contribuyó a incluir en los Contenidos Básicos para la Educación Polimodal proyectos de aprendizaje-servicio como parte de los Proyectos de investigación e intervención sociocomunitaria de las Orientaciones de Humanidades y Ciencias Sociales y de Ciencias Naturales, y a la organización del I Seminario Internacional sobre aprendizaje-servicio en Buenos Aires .
Entre 2000 y 2001 inició y coordinó el "Programa Nacional Escuela y Comunidad", el primero dedicado a la promoción del aprendizaje-servicio en las políticas educativas argentinas, y entre 2003 y 2010 coordinó el Programa Nacional Educación Solidaria del Ministerio de Educación argentino. En 2002 fundó junto a un grupo de colegas el Centro Latinoamericano de Aprendizaje y Servicio Solidario (CLAYSS), al que actualmente dirige.
Tapia es miembro fundador de REDIBAS, Red Iberoamericana de aprendizaje-servicio y de IARSLCE, Asociación Internacional de Investigadores en aprendizaje-servicio y servicio comunitario . Ha dictado centenares de cursos y conferencias en los cinco continentes, y ha participado en Jurados de numerosos premios educativos nacionales e internacionales, como el Premio MacJannet y el Premio Uniservitate. Tapia fue la primera en publicar un libro sobre aprendizaje-servicio en castellano - “La solidaridad como pedagogía”  en 2000-, y es autora de numerosos libros y artículos que han sido publicados en castellano, inglés, portugués, italiano y polaco. Actualmente es codirectora de RIDAS, Revista Iberoamericana de Aprendizaje-Servicio. Ha sido reconocida con varios premios internacionales y nacionales, y en 2019 fue inducida como miembro de la Academy of Community Engagement Scholarship . En 2023 la International Association of Researchers in Service Learning and Community Engagement (IARSLCE) la distinguió con el Premio a la Carrera distinguida

## Reconocimientos
- 2023 - Premio a la Carrera Distinguida otorgado por IARSLCE.
- 2019 - Inducida como miembro de la Academy of Community Engagement Scholarship, ACES.[31]
- 2013 - Orden al Mérito del Consejo Mundial de Educación, otorgado por el capítulo chileno en Buenos Aires, 22 de agosto.
- 2001  - Alec Dickson Servant Leader Award (Premio "Alec Dickson" al liderazgo en el servicio a los jóvenes). Otorgado por NYLC (National Youth Leadership Conference, USA). Denver, CO, April 6th.[32]
- 1993 - Nacional Service Fellow. [33]
- 1988 - Eisenhower Fellow. Fundación Eisenhower.[34]
- 1986 - Japan Embassy Scholarship to the International Youth Forum. Tokyo-Kyoto, julio-agosto 1986.
- 1985  - "Joven del año": otorgado por el diario "Tiempo Argentino" por su liderazgo en el Encuentro Nacional de Juventud 1985 organizado por la “Prioridad Juventud” de la Conferencia Episcopal Argentina, Córdoba, 1985.

## Publicaciones
- La Solidaridad como futuro de la educación: perspectivas desde la experiencia iberoamericana del aprendizaje-servicio. (Con Zelmira May). Montevideo-Buenos Aires, UNESCO-CLAYSS. ISBN: 978-987-4487-72-8.
- Inserción curricular del aprendizaje-servicio en la Educación Superior Buenos Aires: CLAYSS. ISBN 978-987-4487-05-6.[35]
- El compromiso social como pedagogía. Aprendizaje y solidaridad en la escuela. Bogotá: CELAM. ISBN 978-958-625-807-4.[36]
- Aprendizaje y servicio solidario en el sistema educativo y las organizaciones juveniles. Buenos Aires: Ciudad Nueva. ISBN 950-586-209-1.
- Educazione e solidarietà. La pedagogia dell’apprendimento-servizio BN 88-311-0414-4.[37]
- La solidaridad como pedagogía.[38][39]